# فهرست فرودگاه‌های بوتان

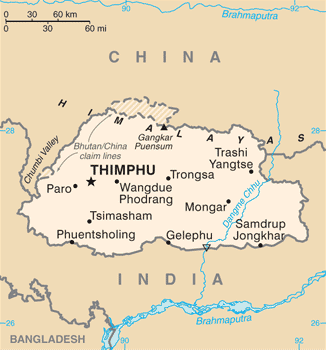
نقشهٔ بوتان

این مقاله شامل فهرست فرودگاه‌های کشور بوتان است که بر پایهٔ مکان قرارگیری آن‌ها مرتب شده است.

## فرودگاه‌ها
| مکان       | ایکائو | یاتا | نام فرودگاه                            | مختصات                                                         | باند                         | ارتفاع   |
| ---------- | ------ | ---- | -------------------------------------- | -------------------------------------------------------------- | ---------------------------- | -------- |
| Paro       | VQPR   | PBH  | فرودگاه پارو                           | ۲۷°۲۴′۱۱″ شمالی ۰۸۹°۲۵′۲۸″ شرقی / ۲۷٫۴۰۳۰۶°شمالی ۸۹٫۴۲۴۴۴°شرقی | ۱۵/۳۳: ۱۹۶۴ x ۲۹ متر، آسفالت | ۲۲۳۵ متر |
| Trashigang | VQTY   | YON  | فرودگاه یونگ‌فولا (Yonphula Airport)    | ۲۷°۱۵′۲۳″ شمالی ۰۹۱°۳۰′۵۲″ شرقی / ۲۷٫۲۵۶۳۹°شمالی ۹۱٫۵۱۴۴۴°شرقی | ۱۲/۳۰: ۱۲۶۶ x ۳۷ متر، آسفالت | ۲۷۴۳ متر |
| Jakar      | VQBT   | BMT  | فرودگاه باتپالاتانگ (Bumthang Airport) | ۲۷°۳۳′۵۰″ شمالی ۰۹۰°۴۴′۵۰″ شرقی / ۲۷٫۵۶۳۸۹°شمالی ۹۰٫۷۴۷۲۲°شرقی | ۱۴/۳۳: ۱۲۰۰ متر، آسفالت      | ۲۴۷۳ متر |

فرودگاه باگدوگرا (۲۶°۴۰′۵۲″ شمالی ۰۸۸°۱۹′۴۳″ شرقی / ۲۶٫۶۸۱۱۱°شمالی ۸۸٫۳۲۸۶۱°شرقی) in neighbouring India is also accessible for flights to Bhutan.